# Милителло-ин-Валь-ди-Катания
Милителло-ин-Валь-ди-Катания (итал. Militello in Val di Catania) — коммуна в Италии, располагается в регионе Сицилия, подчиняется административному центру Катания.
Население составляет 8193 человека, плотность населения составляет 132 чел./км². Занимает площадь 62 км². Почтовый индекс — 95043. Телефонный код — 095.
Покровителями коммуны почитаются Пресвятая Богородица (Maria Santissima della Stella) и Христос-Спаситель (Santissimo Salvatore), празднование 8 сентября и 18 августа.